# Fosta mănăstire franciscană din Alba Iulia
Fosta mănăstire franciscană din Alba Iulia este un ansamblu de monumente istorice aflat pe teritoriul municipiului Alba Iulia. În Repertoriul Arheologic Național, monumentul apare cu codul 1026.

Ansamblul este format din două monumente:
- Biserica franciscană (cod LMI AB-II-m-B-00113.01)
- Casă (cod LMI AB-II-m-B-00113.02)